# Felix Baldauf
Felix Baldauf (Köthen, 22 ottobre 1994) è un lottatore norvegese, specializzato nella lotta greco-romana.

## Biografia
Ha rappresentato la Norvegia ai Giochi europei di Baku 2015 e Minsk 2019, vincendo la medaglia di bronzo in quest'ultima edizione.
Agli europei di Novi Sad 2017 ha vinto il torneo della lotta greco-romana categoria fino a 98 chilogrammi, battendo in finale il bielorusso Aliaksandr Hrabovik.

## Palmarès
- Europei

Novi Sad 2017: oro nei 98 kg.
- Giochi europei

Minsk 2019: bronzo nei 97 kg.